# Welsh International 1928
Die Welsh International 1928 fanden in Llandudno statt. Es war die zweite Auflage dieser internationalen Meisterschaften von Wales im Badminton.

## Finalresultate
| Disziplin    | Sieger                         | Finalist                           | Ergebnis          |
| ------------ | ------------------------------ | ---------------------------------- | ----------------- |
| Herreneinzel | T. P. Dick                     | W. Basil Jones                     | 15–7, 15–4        |
| Dameneinzel  | Margaret Tragett               | Meredith                           | 10–13, 11–2, 11–6 |
| Herrendoppel | F. L. Treasure F. B. Malthouse | James Barr T. G. Dempster          | 5–15, 15–11, 15–9 |
| Damendoppel  | Marian Horsley L. W. Myers     | Holt Wilding                       | 15–4, 15–5        |
| Mixed        | T. P. Dick Hazel Hogarth       | John D. M. McCallum Marian Horsley | 15–3, 15–7        |